# Thiacidas curvata
Thiacidas curvata är en fjärilsart som beskrevs av Walker. Thiacidas curvata ingår i släktet Thiacidas och familjen nattflyn. Inga underarter finns listade i Catalogue of Life.